# RADIO ∞ INFINITY
『RADIO ∞ INFINITY』（レディオ・インフィニティ）は、2010年1月8日からFM802で生放送されているラジオ番組である。2012年4月から2017年9月までの正式なタイトルは『802 MUSIC PLANET JUPITER RADIO∞INFINITY』である。

## 概要
FM802開局20周年を記念して放送された『STILL20 YOUR RADIO 802』の後番組として、2010年1月8日金曜21:00に放送開始。創設時は『ウィークエンドの夜を盛り上げる新感覚の無限大プログラム』というコンセプトで、最新のトピックスを届けたり、他の番組ではあまりないが、番組途中でメッセージやLIVE BBSの盛り上がりにより、メッセージテーマを幾度も変更するという特徴を持った番組として放送された。
2010年4月より番組の中身およびそれまでの選曲を一新し、邦楽を中心にインディーズからメジャーアーティストまで、注目のロック音楽を紹介する『ロック専門番組』となり現在に至っている。2012年の春改編で金曜未明（木曜深夜）に移動した。
X（旧Twitter）の番組公式ハッシュタグは「RI802」。
2025年で放送15周年を迎え、以下の企画が行われた。
- 2025年2月28日放送回は「〜15の夜〜」と題して、歴代DJである飯室と樋口を迎えて、放送15年間を振り返る内容で放送[2][3]。リスナーからは15年間の思い出についてのメッセージを募集したほか[3]、選曲は全て放送15年間で番組に所縁があるアーティストのものとなった[2]。

## 放送時間
- 毎週金曜日 0:00 - 3:00（木曜深夜）（2020年4月2日 - ）

### 放送時間
- 毎週金曜日 21:00 - 23:57（途中「FM802 INFORMATION」を挿入）（2010年1月8日 - 2012年3月30日）
- 毎週金曜日 0:00 - 3:00（木曜深夜）（2012年4月6日 - 2018年3月30日）
- 毎週金曜日 1:00 - 4:00（木曜深夜）（2018年4月6日 - 2020年3月27日）

## DJ
- ハタノユウスケ（2023年4月7日 - ）

オープニングジングルは野球観戦が好きなハタノに合わせて、バッターボックスへの入場音をアレンジしたものとなっている。
2024年4月はドリームマッチと題して、以下のアーティストが代演した。
- 2024年4月5日 - 柄須賀皇司（the paddles）
- 2024年4月19日 - Chevon

### 過去のDJ
- 飯室大吾（2010年1月8日 - 2018年3月30日）

この番組が開始されるまで、3年3カ月にわたり、『FUNKY JAMS 802』を担当。オープニングはキュウソネコカミが担当。ライブ会場での録音の模様。「そこはINFINITYやろ！」とボーカルのヤマサキセイヤが怒鳴り散らすパターン。
- 樋口大喜（2018年4月6日 - 2023年3月31日）

2018年2月9日の放送で飯室がインフルエンザのため、代打でDJを担当した事もあった。オープニングジングル担当は、Official髭男dism。

## 出演
- 柄須賀皇司（the paddles）（2024年7月5日 - 9月27日、2025年1月3日 - ）

「ネヤドラ BLUEBERRY GUYS」のコーナーに出演。
- トンボコープ（2025年3月13日 - ）

「コンタクトのハートアップ First Challenge」のコーナーに出演。

## 主なコーナー
- 1分自己紹介

ゲスト出演したアーティストに1分で自己紹介してもらう
- 泣きの一杯

ラーメン好きとして知られるハタノがオススメのラーメン店を紹介するコーナー。
また、リスナーからは涙を啜ったお話を募集し、紹介する。
- コンタクトのハートアップ First Challenge

トンボスコープのメンバーと共に1ヶ月間、初めてのことに挑戦するコーナー。コンタクトのハートアップ提供。
- ネヤドラ BLUEBERRY GUYS

1:20 - 1:40
ゲストやリスナーと青春についてトークするコーナー。このコーナーでは柄須賀皇司（the paddles）がDJを担当する。ネヤガワドライビングスクール提供。

### 過去のコーナー
- INFINITY 街角情報員

22時台。大学生からなる『802wannabes』のメンバーが出演し、グルメ・スポットなど最新のトピックスを届ける。
- Glico Live Life

0:20 - 0:40
毎月ゲストアーティストと「ゆたかな人生とは」をテーマにトークするコーナー。グリコ提供。

## その他
- 番組ロゴとキャラクター「ネグムくん」は愛はズボーンの金城昌秀が描いたものを2017年11月から使用している。